# Bert de Vries Robles
Bernard (Bert) de Vries Robles (Paramaribo, 16 juni 1906 - Chur, 23 juli 1968) was een Nederlands arts en verzetsstrijder. Hij werkte tijdens de Tweede Wereldoorlog als arts in de Hollandse Schouwburg. De Vries Robles gebruikte zijn functie om zo veel mogelijk personen uitstel te geven of ongeschikt te laten verklaren voor arbeid in werkkampen. Onder leiding van Walter Süskind was hij betrokken van het redden van kinderen uit de crèche die tegenover de Hollandsche Schouwburg lag.

## Levensloop
De Vries Robles werd geboren op 16 juni 1906 in Paramaribo. Hij was de zoon van de arts Carl Izaak de Vries Robles en Virginie Slijper. Na de Eerste Wereldoorlog verhuisde De Vries Robles naar Nederland. Zijn moeder overleed op 7 oktober 1917 in Djokjakarta, Nederlands-Indië. Zijn vader hertrouwde in 1920.
Op 9 juni 1931 trouwde hij in Amsterdam met apothekersassistente Suze Adèle de Vries. Robles de Vries kwam uit een sefardisch-joodse familie, zijn vrouw uit een asjkenazische familie. Het echtpaar was eerder cultureel joods dan religieus. Een jaar na hun huwelijk werd hun dochter Virry de Vries Robles geboren. Ten tijde van het huwelijk was De Vries Robles nog niet afgestudeerd, hij studeerde af in april 1933.

## Tweede Wereldoorlog
De Vries Robles werd tijdens de mobilisatie opgeroepen als reserveofficier voor het leger. Voor de Tweede Wereldoorlog was De Vries Robles huisarts in Amsterdam-West, maar moest zijn praktijk in 1941 stopzetten.  Daarna was De Vries Robles werkzaam bij de afdeling Voorlichting attesten en werd in 1942 aangesteld als keuringsarts van de Zentralstelle für jüdische Auswanderung in Amsterdam. Als arts voor de Zentralstelle kon hij stempels en blauwe formulieren (vergunningen) die gebruikt werden vervalsen. Daarnaast wist hij enkele bruine potloden waarmee Ferdinand aus der Fünten de formulieren ondertekende te ontvreemden, zodat zijn handtekening vervalst kon worden en op deze manier vrijstellingen konden worden verkregen. Volgens de getuigenis van De Vries Robles verstopte hij de benodigde spullen in de dubbele bodem van zijn draagbare medicijnkist.
Vanaf juli 1942 was De Vries Robles werkzaam in de Hollandsche Schouwburg. Tijdens de Tweede Wereldoorlog was de Hollandsche Schouwburg een verzamelplaats voor Joden vanuit waar ze naar Kamp Westerbork gedeporteerd werden. In 1942 kwam De Vries Robles in contact met Walter Süskind en raakte hij betrokken bij de hulp aan Jooodse kinderen. Samen met Süskind kwam De Vries Robles bijna dagelijks in de crèche die tegenover de Hollandse Schouwburg lag. Onder leiding van Süskind werden door onder meer De Vries Robles en Felix Halverstad vele kinderen uit de crèche gered.
Vanaf het voorjaar van 1943 had De Vries Robles de medische leiding in de Hollandsche Schouwburg. Daar werkte De Vries Robles samen met de artsen Calmer Roos, Ben Polak en Jo van der Hal die ook bij het verzet betrokken waren. De Vries Robles probeerde samen met enkele collega's zo veel mogelijk personen uitstel te geven of ongeschikt te laten verklaren voor de werkkampen. In 1943 werd De Vries Robles door de Duitse bezetter aangewezen als leidinggevende van de Joodsche Invalide.
Het gezin De Vries Robles werd in de zomer van 1943 opgepakt en overgebracht naar een verzamelplaats voor joden aan Polderweg. Aus der Fünten herkende De Vries Robles, en na een verblijf van een nacht werden De Vries Robles en zijn gezin vrijgelaten. Bij thuiskomst bleek de huisartsenpraktijk te zijn leeggeroofd. Ook waren veel waardevolle spullen uit het huis verdwenen. In november 1943 werd De Vries Robles samen met zijn gezin opnieuw opgepakt. Na twee weken doorgebracht te hebben in de gevangenis aan de Weteringsschans werden zij naar Westerbork gedeporteerd. Op 10 januari 1944 werd De Vries Robles terug naar Amsterdam gehaald door Aus der Fünten, waarschijnlijk om de taken van dokter Jacob Goudsmit over te nemen die samen met zijn gezin naar Auschwitz was gedeporteerd. Het gezin van De Vries Robles bleef achter in Westerbork. Zijn vrouw was op dat moment zwanger, op 22 juli 1944 beviel zij in Westerbork van een zoon.
Op 13 september 1944 werden de vrouw en kinderen van De Vries Robles geselecteerd voor transport naar Bergen-Belsen. Doordat De Vries Robles niet in Westerbork was en kampcommandant Albert Konrad Gemmeker van mening was dat het beter zou zijn als het gezin in zijn geheel gedeporteerd zou worden, werden zij een half uur voor vertrek uit de trein gehaald.

## Na de Tweede Wereldoorlog
In juni 1945 regelde De Vries Robles de terugkeer van zijn gezin naar Amsterdam. Ze konden niet terugkeren naar huis waar zij woonden en verbleven enkele maanden in een huis van een oom. In 1946 kregen De Vries Robles en zijn vrouw een derde kind, een dochter. Een jaar later ging het koppel uit elkaar. De Vries Robles hertrouwde in 1953. Samen met zijn tweede vrouw kreeg hij twee zonen.
De Vries Robles werd 'narcotiseur' (anesthesist) bij het Antoni van Leeuwenhoekziekenhuis in Amsterdam. Ook was hij betrokken bij kinderuitzendingen. In 1966 vroeg De Vries Robles de stichting '40-'45 onderzoek te doen naar zijn verzetsverleden. De Vries Robles overleed tijdens een vakantie in Zwitserland op 23 juli 1968.